# Аренфиёльфельд
Аренвьёльфельд (нем. Ahrenviölfeld) — община в Германии, в земле Шлезвиг-Гольштейн. 
Входит в состав района Северная Фризия. Подчиняется управлению Фиёль.  Население составляет 265 человек (на 31 декабря 2010 года). Занимает площадь 7,29 км².
Официальным языком в населённом пункте, помимо немецкого, является севернофризский.